# James Hawes
James Hawes é um cineasta britânico.

## Filmografia
- Egypt's Golden Empire – 2000
- Lawrence of Arabia: Battle for The Arab World – 2002
- Doctor Who (5 episódios) – 2004-5
- The Chatterley Affair – 2006
- Miss Marie Lloyd – Queen of The Music Hall – 2007
- Fanny Hill – 2007
- The 39 Steps – 2008
- Merlin (3 episódios) – 2008
- DCI Banks (pilot) – 2009
- Enid – 2010
- The Suspicions of Mr Whicher – 2011
- Mad Dogs (4 episódios) – 2011
- The Challenger Disaster – 2013
- The Mill (4 episódios) – 2013
- Penny Dreadful (5 episódios) – 2013–15
- Undercover – 2016
- Black Mirror ("Hated in the Nation") – 2016, ("Smithereens") – 2019
- The Alienist (2episódios) – 2018
- Snowpiercer (3 episódios) – 2020
- Raised by Wolves (1 episódio) – 2020